# المشاركة الفرنسية في حرب الاستقلال الأمريكية

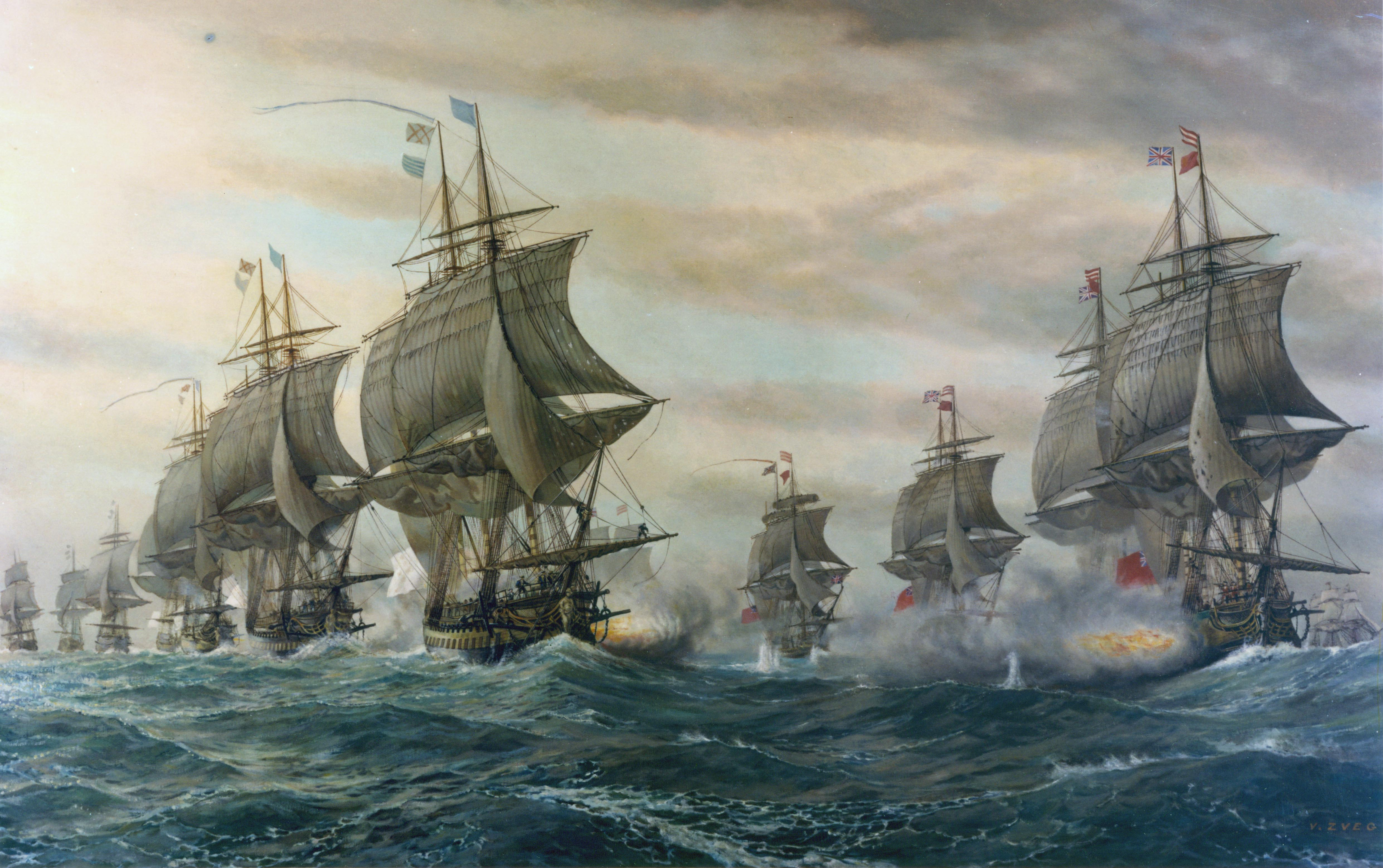
سفن فرنسية (على اليسار) وأخرى بريطانية (على اليمين).

بدأت المشاركة الفرنسية في حرب الاستقلال الأمريكية عام 1775-1783 في عام 1775، عندما قامت فرنسا، التي تعتبر مرتعًا لأفكار التنوير الراديكالية المختلفة والمنافس التاريخي لمملكة بريطانيا العظمى، بشحن الإمدادات سرًا إلى الجيش القاري عندما تأسس في يونيو 1775. وتبع ذلك معاهدة تحالف في عام 1778، أدت إلى وصول شحنات من الأموال والعتاد الفرنسية إلى الولايات المتحدة الأمريكية. لاحقًا، شرعت إسبانيا والجمهورية الهولندية أيضًا في إرسال المساعدات. تركت التطورات السياسية في أوروبا البريطانيين بلا حلفاء أثناء الصراع (باستثناء جنود هسن). أعلنت إسبانيا الحرب بشكل صريح، وتبعهم الهولنديون في ذلك مباشرةً.
أسهمت مساعدات فرنسا بشكل رئيس وحاسم في تحقيق النصر للولايات المتحدة واستقلالها في الحرب. كلفت الحرب فرنسا ما مقداره أكثر من مليار جنيه فرنسي، الأمر الذي أدى في النهاية إلى اندلاع ثورة في داخلها.

## الأصول الأمريكية للحرب
بعد هزيمتها في حرب السنوات السبع التي اندلعت عام 1763، خسرت فرنسا كل ممتلكاتها في أمريكا الشمالية. في الوقت نفسه، نشب خلاف بين المستعمرين الأمريكيين والحكومة البريطانية حول ما إذا كان البرلمان في لندن أو الجمعيات الاستعمارية يتحملون المسؤولية الرئيسية عن الضرائب. كجزء من ذلك الخلاف، نظم المستعمرون حفلة شاي بوسطن كرد على الضريبة التي فرضت على الشاي. ردت الحكومة البريطانية على هذه الحادثة بتمرير قوانين عرفت فيما بعد بـ«القوانين التي لا تطاق» وشملت إغلاق ميناء بوسطن، وإلغاء ميثاق ماساشوستس الاستعماري، وتفاقمت التوترات فيما بعد. تصاعد الصراع الأيديولوجي إلى حرب مفتوحة في عام 1775، وعند هذه النقطة انفجر الوطنيون الأمريكيون ضد الحكم البريطاني. رأت فرنسا التي كانت تعيد بناء قواتها البحرية والعسكرية الأخرى في ذلك فرصة مثالية للانتقام من هزيمتها في الحرب السابقة، وتقويض عدوها بشدة.

## المشاركة الفرنسية
أبدت فرنسا انزعاجها الشديد من خسارتها في حرب السنوات السبع، وسعت جاهدةً إلى الانتقام، كما أرادت إضعاف بريطانيا بشكل استراتيجي. في أعقاب إعلان الاستقلال الأمريكي، لاقت الثورة الأمريكية استقبالًا حسنًا بين عامة السكان والطبقة الأرستقراطية في فرنسا. اعتُبرت الثورة بمثابة تجسيد لروح التنوير ضد «الطغيان الإنجليزي». سافر بنجامين فرانكلين إلى فرنسا في ديسمبر 1776 من أجل الحصول على تأييدها، وكان موضع ترحيب شديد. في البداية، كان الدعم الفرنسي سريًا، إذ أرسل عملاء فرنسيون معونة عسكرية (معظمها من البارود) من خلال شركة تدعى رودريغ هورتاليز إت كومباني (بالفرنسية: Rodrigue Hortalez et Compagnie)، بدأت في ربيع عام 1776. تشير التقديرات إلى أن فرنسا قدمت ما نسبته 90% من الأسلحة للأمريكيين في حملة ساراتوجا. وبحلول عام 1777، كان قد أرسلت أكثر من خمسة ملايين جنيه فرنسي من المساعدات إلى الثوار الأمريكيين.
بدافع من احتمالية نيل المجد في المعركة، أو لترسيخ المثل الصادقة للحرية والجمهورية، انضم متطوعون مثل بيير شارلز لانفانت، وماركيز دي لافاييت إلى الجيش الأمريكي، كان الأخير شابًا أرستقراطيًا جذابًا تحدى أمر الملك وجُنّد عام 1777 بعمر 20 عامًا، وأصبح لاحقًا جنرالًا مقاتلًا ومساعدًا لجورج واشنطن، والأهم من ذلك أنه أسهم في تعزيز وجهة النظر الأمريكية المؤيدة لفرنسا. يزعم كرامر أن لافاييت وفر شرعية للحرب، وزرع الثقة في أن هناك دعمًا أوروبيًا جادًا للاستقلال. كان أسلوب لافاييت الشخصي جذابًا للغاية؛ فقد تعلم الشاب بسرعة وتأقلم مع النمط الوطني، فتجنب السياسة، وصار صديقًا سريعًا للجنرال جورج واشنطن. بعد خمسين عامًا، وبعد مسيرة كبيرة في السياسة الفرنسية، عاد إلى فرنسا بطل حربٍ محبوب.